# Манаков, Сергей Васильевич
Сергей Васильевич Манаков (29 декабря 1961, Душанбе — 14 марта 2001, Славянск-на-Кубани, Краснодарский край) — советский футболист, защитник, футбольный тренер.

## Карьера
Воспитанник таджикского футбола. В 1978 году дебютировал в первой лиге в составе таджикского клуба «Памир». Играл в нём до 1983 года. С «Памиром» в 1981 году дошёл до 1/8 финала Кубка СССР. С 1984 играл в составе куйбышевских «Крыльев Советов». С 1987 году играл в составе клуба «Вахш». С 1989 года в ФК «Худжанд» Ленинабад. После распада СССР переехал в Россию, несколько лет играл за клубы «Нива» (Славянск-на-Кубани) и «Кубань» (Петровская).
После окончания карьеры игрока работал в Славянске-на-Кубани тренером «Нивы» и «Славянска», а в 2000 году главным тренером ФК «Славянск».
Умер 14 марта 2001 года в Славянске-на-Кубани.